# Saint-Auban
Saint-Auban ist eine französische Gemeinde im Département Alpes-Maritimes in der Region Provence-Alpes-Côte d’Azur. Sie gehört zum Kanton Grasse-1 im Arrondissement Grasse. Die Bewohner nennen sich die Saint-Aubanais.

## Geographie
Die Gemeinde liegt im Regionalen Naturpark Préalpes d’Azur. Durch die Gemeindegemarkung fließt der Estéron.
Saint-Auban grenzt im Norden an Briançonnet, im Nordosten an Gars, im Osten an Le Mas, im Südosten an Andon, im Süden an Valderoure, im Südwesten an Peyroules und im Nordwesten an Soleilhas.

## Bevölkerungsentwicklung
| 1962 | 1968 | 1975 | 1982 | 1990 | 1999 | 2006 | 2008 | 2011 | 2012 |
| ---- | ---- | ---- | ---- | ---- | ---- | ---- | ---- | ---- | ---- |
| 219  | 211  | 225  | 221  | 217  | 267  | 232  | 221  | 224  | 228  |

## Sehenswürdigkeiten

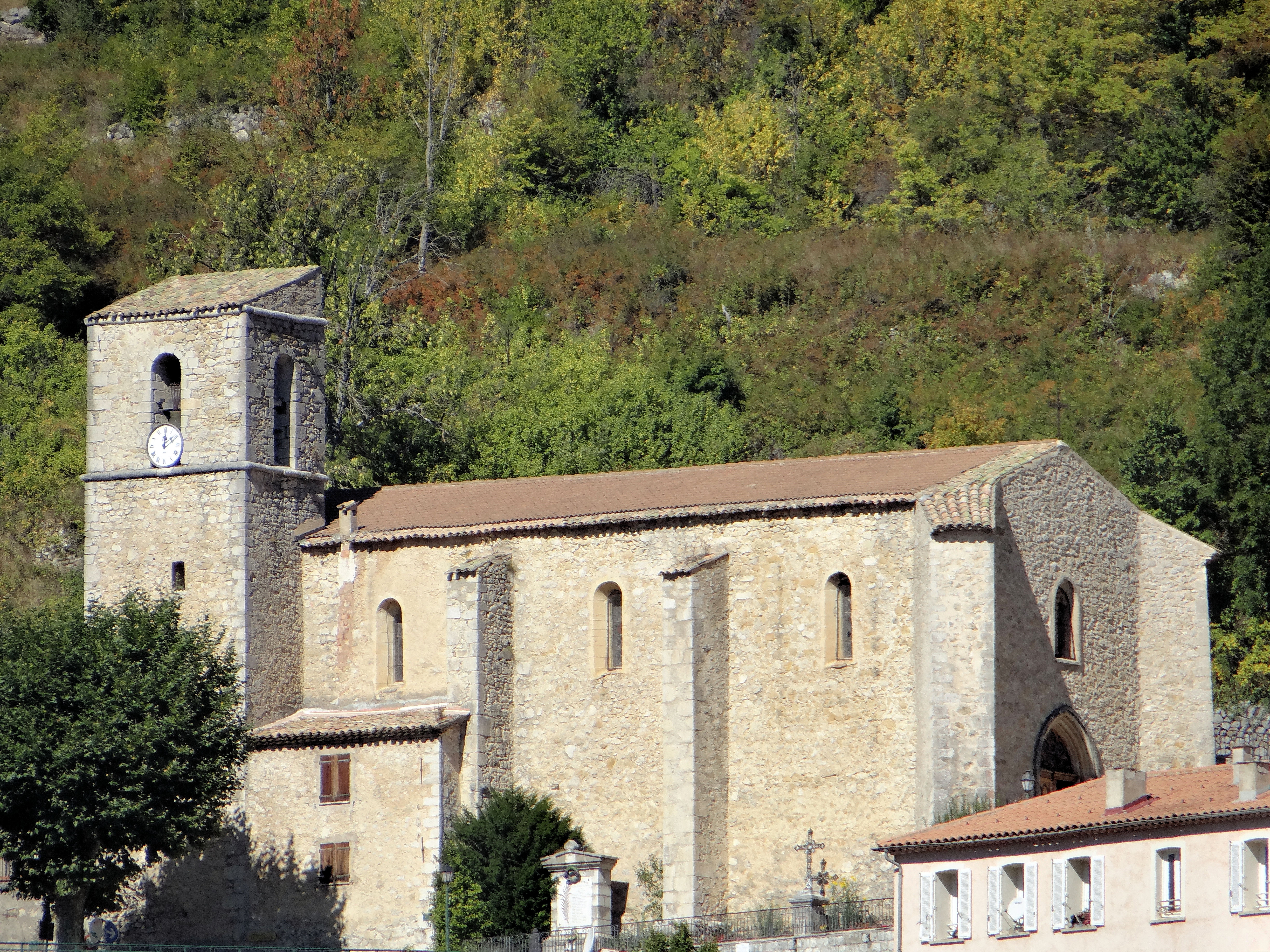
Kirche von Saint-Auban

- Kirche St-Étienne-St-Alban (Retabel als Monument historique geschützt)